# Makino Tadamasa
Makino Tadamasa est un nom japonais traditionnel ; le nom de famille (ou le nom d'école), Makino, précède donc le prénom (ou le nom d'artiste).
Makino Tadamasa (牧野 忠雅, 2 décembre 1799-30 novembre 1858) est un daimyo du milieu de l'époque d'Edo de l'histoire du Japon.
Les Makino font partie des clans de daimyos appelés fudai ou « clans de l'intérieur » composés de vassaux héréditaires et d'alliés du clan Tokugawa, par opposition aux clans tozama ou « clans de l'extérieur ».

## Généalogie du clan Makino
Le clan Makino fudai apparaît au XVIe siècle dans la province de Mikawa. Leur élévation de statut par Toyotomi Hideyoshi date de 1588. Ils prétendent descendre de Takechiuchi no Sukune, homme d'État légendaire et amant de la légendaire impératrice Jingū.
Sadanaga fait partie d'une branche cadette des Makino créée en 1680. Ces Makino résident successivement au domaine de Sekiyado dans la province de Shimōsa en 1683 ; au domaine de Yoshida dans la province de Mikawa en 1705 ; au domaine de Nabeoka dans la province de Hyūga en 1712 et de 1747 jusqu'en 1868 au domaine de Kasama (80 000 koku) dans la province de Hitachi.
Le chef de cette lignée de clan est fait « vicomte » dans le cadre du nouveau système nobiliaire mis en place par le gouvernement de Meiji.

## Fonctionnaire des Tokugawa
Makino Tadamasa sert le shogunat Tokugawa comme 48e Kyoto shoshidai durant la période allant du 15 février 1840 au 23 décembre 1843. Tadamasa occupe divers postes au sein de l'administration du shogunat Tokugawa dont celui de rōjū. Fervent partisan d'Abe Masahiro, quand Tadamasa est nommé rōjū, il est chargé de l'organisation de la défense côtière. Il démissionne peu de temps après que Hotta Masayoshi remplace Abe récemment décédé ; Tadamasa lui-même meurt l'année suivante.

## Source de la traduction
- (en) Cet article est partiellement ou en totalité issu de l’article de Wikipédia en anglais intitulé « Makino Tadamasa » (voir la liste des auteurs).